# Sympycnus pugil
Sympycnus pugil är en tvåvingeart som beskrevs av Wheeler 1899. Sympycnus pugil ingår i släktet Sympycnus och familjen styltflugor. Inga underarter finns listade i Catalogue of Life.